# Roman Holiday (canción)
Roman Holiday (en español: Vacaciones de Roman) es una canción interpretada por la rapera trinitense Nicki Minaj, publicada como tema principal de su segundo álbum, Pink Friday: Roman Reloaded. Minaj, Larry Nacht, Winston Thomas y Safarree Samuels la escribieron, mientras que Blackout (Thomas) y Pink Friday Productions se encargaron de la producción. Dos meses antes de la publicación oficial del álbum, Minaj interpretó lo que muchos vieron como una controvertida versión de la canción en la edición número 54 de los premios Grammy el 12 de febrero de 2012, que recibió polémica de la Iglesia Católica por el uso de imágenes religiosas. Minaj fue la primera rapera solista que se presentó en los Grammy.

## Antecedentes
En una entrevista con MTV, Minaj habló del futuro de su personaje y alter-ego, Roman Zolanski: «...si no estás familiarizado con Roman, lo harás muy pronto. Es el chico que vive dentro de mí. Es un lunático y es gay, y estará mayoritariamente en Pink Friday: Roman Reloaded (el nuevo álbum)". Minaj imaginó a Roman como si fuese exiliado a Rusia. "Bueno, estuve allí [en Moscú] en secreto porque Martha quería que fuera allí. Entonces lo colocaron en esta cosa con monjes y monjas; estaban tratando de rehabilitarlo". Minaj estrenó al personaje en vivo durante una polémica presentación en la 54a Entrega Anual de los Premios Grammy.

## Composición
«Roman Holiday» es una canción de hip-hop y pop rap de ritmo rápido con influencias de la ópera, con una duración de cuatro minutos y cinco segundos. Cuenta con una producción compleja, utilizando elementos como efectos de sonido de traqueteo, gotas sónicas, sintetizadores y láseres. El coro es interpretado por Marissa Bregman. La canción también hace referencia al himno tradicional «Oh Come All Ye Faithful»

## Recepción de la crítica
Jessica Hopper, de la revista Spin, calificó la canción como «casi impecable» y de «puro talento teatral, el hip-hop más cercano a lo que es su propia 'Bohemian Rhapsody', llena de apasionantes crescendos y versos agitados que rayan lo ridículo, pero que siempre cambian hacia el triunfante». Describió la canción como parte de «la primera parte gratificante (del álbum)» y dejó atrás «los temas pop posteriores como un pago del gaitero»: «Las canciones demasiado perfectas, producidas por Dr. Luke son la penitencia por haber introducido la estrambótica oda yodeling 'Roman Holiday'.»  Jim Farber, de New York Daily News, alabó el estilo y la esencia de la canción: "Las mejores partes del segundo disco de la estrella, Pink Friday: Roman Reloaded, dan un giro a esa tendencia. Los ritmos, texturas e inflexiones de los mejores temas superan con mucho, y sobrepasan cualquier aspecto que haya lucido la estrella.  Por ejemplo, el tema de apertura, 'Roman Holiday'. Cuando Minaj presentó una pequeña parte de esta canción en los Grammy en febrero, su extravagante (para unos, una blasfema) interpretación oscureció la originalidad tanto del ritmo como de los ataques de rap de Minaj. En el disco, puedes gozar de su estilo irregular y tartamudeante, una cadencia melancólica informada por su propia gracia. En el espacio de una canción, Minaj mezcla tonos y movimientos para una sorpresa rítmica como un comediante experto. Usando la personalidad de Roman Zolanski, el hombre gay más emocionado que puede imaginarse, Minaj despliega una gran explosión de humor soez. Lo combina eso con ritmos vocales y de percusión que fusionan un patois trinitense, una actitud neoyorquina y un rebote de hip hop. Tal remolino pancultural dispara la marca de surrealidad hip-hop de Missy Elliott hacia la luna".
Jody Rosen de Rolling Stone, dijo "Nicki Minaj es la pesadilla de un purista. No se dedica a superar categorías del pop, las pone en un Cuisinart, las bate hasta hacer un puré espinos y luego dirige un misil guiado en todo el desorden". Para ilustrar su punto de vista, Rosen pasó a explicar «Roman Holiday»: «(El álbum) Roman Reloaded se abre con Minaj, una mujer birracial de Queens a través de Trinidad, insultando con la voz de su alter ego 'gemelo' homosexual (tal vez ¿polaco?). En la misma canción, ella utilliza la voz de Martha Zolanski, la madre de Roman, cantando con un acento cockney de dibujos animados. «Take your medication, Roman» («Toma tus medicamentos, Roman»), dice Minaj/Martha. «Quack, quack to a duck and a chicken, too/Put the hyena in a freakin' zoo» («Grazna, grazna a un pato y una gallina también/Pon a la hiena en un maldito zoológico»), le replica Minaj/Roman. Posteriormente, irrumpe en «Adeste fideles»»  Al Fox, de la BBC, dijo sobre Minaj: "Pocos artistas en la posición de Minaj se atreverían a correr riesgos tan atrevidos como este", y citó a «Roman Holiday» por su «clave mayor, con sensibilidades de pop que tocan a lo largo de la canción; contenido lírico inquietante; una charla de ojos abiertos y sobrepronunciada de Valley Girl; una readaptación de «Adeste fideles»; con ritmos estremecedores y esqueléticos». David Jeffries de AllMusic enlistó a "Roman Holiday" como "pista elegida", mientras que Rolling Stone nombró a la canción como "pista clave" en el álbum.

## Rendimiento en listas
"Roman Holiday" alcanzó los puestos 21 y 31 en las listas de Billboard Rap Songs y R&B/Hip-Hop Songs.

## Presentaciones en vivo

### 54a edición de los premios Grammy
«Roman Holiday» debutó el 12 de febrero de 2012, en la decimocuarta Entrega Anual de los Premios Grammy. Fue la primera canción interpretada en el escenario de los Grammy por una rapera solista.
Minaj dijo en una entrevista con Rap-Up, «los Grammy escogieron «Roman Holiday». Los productores de los Grammy vinieron al estudio y les puse «Roman Holiday», y no pude ponerles otra canción después de que lo hayan escuchado. Se volvieron una locura. Podría haber elegido hacer una canción pop sin complicaciones, pero ya no puedo hacerlo. Tengo que ser coherente a lo que estoy haciendo».

## En la cultura popular
Desde inicios de 2019, «Roman Holiday» se convirtió en un meme viral en Twitter y TikTok, gracias a la «interpretación animada de Minaj y sus versos rápidos» de la canción. PopBuzz señaló que, dado lo «increíble que es la canción, es la base perfecta para cualquier meme». Un meme común de la canción incluiría cualquier video no identificado o en cámara rápida, con «Roman Holiday» sonando de fondo, especialmente si alguien escapa o sale corriendo. El meme provocó un aumento del 298% de las reproducciones, ascendiendo al número uno en la lista de iTunes Rap/Hip Hop a mediados de mayo.

## Posicionamiento en listas
| Listas (2012)                           | Mejor posición |
| --------------------------------------- | -------------- |
| Estados Unidos (Bubbling Under Hot 100) | 13             |
| Estados Unidos Rap Songs                | 1              |
| Estados Unidos (R&B/Hip-Hop)            | 1              |

Tomados de las notas de Pink Friday: Roman Reloaded.
- Voces: Nicki Minaj, Marissa Bregman
- Compsición: Onika Maraj, Larry Nacht, Safaree Samuels, Winston Thomas[25]

Grabado en: Conway Studios, Los Ángeles, California
- Grabación: Ariel Chobaz
  - Asistencia de: John Sher
- Ingeniero de mezclas: Ariel Chobaz
  - Asistencia de: Lyttleton "Cartwheel" Carter
- Voces adicionales: Marissa Bregman
- Producción: Blackout